# Herzogtum Lothringen

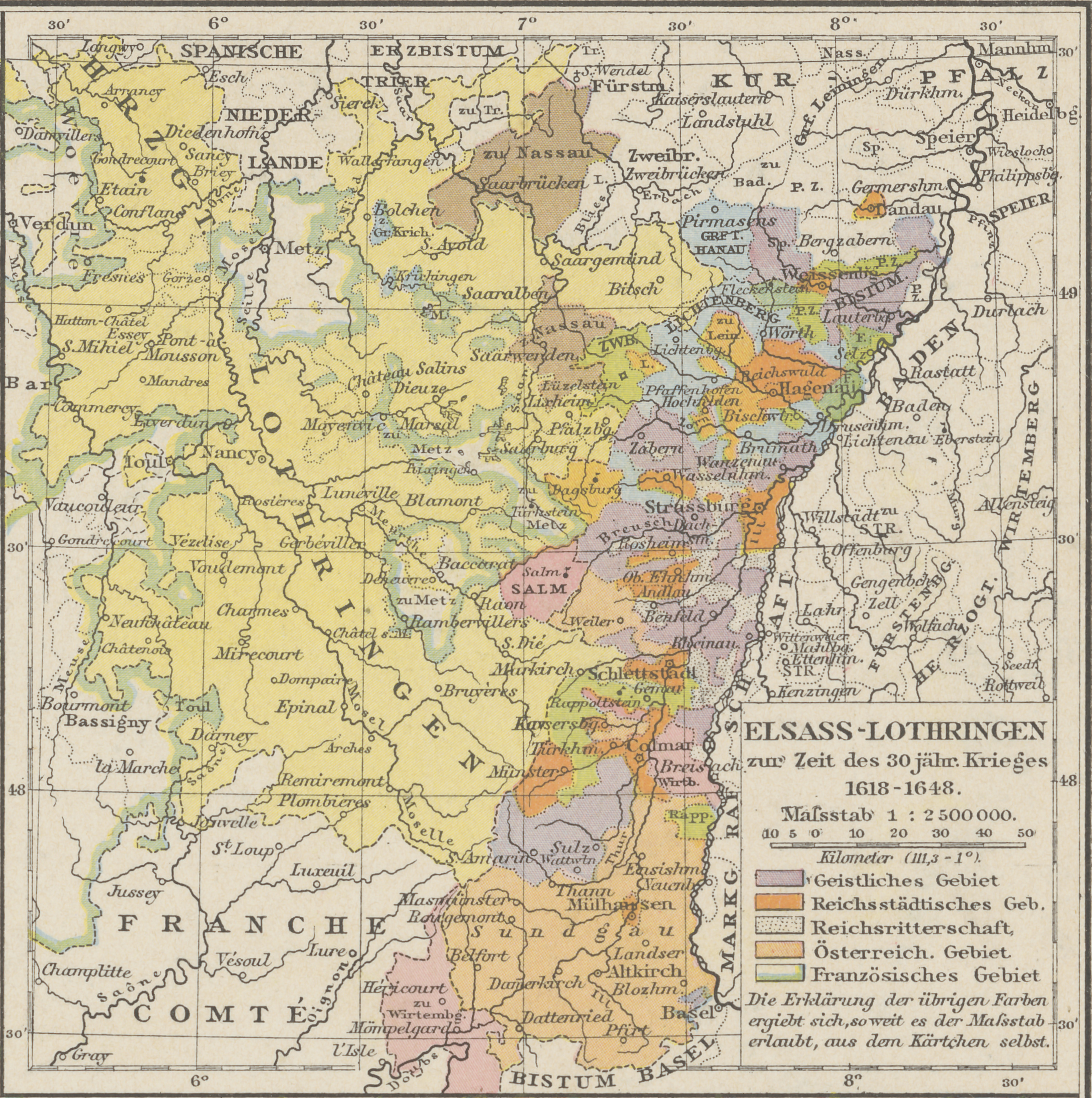
Herzogtum Lothringen zur Zeit des Dreißigjährigen Krieges

Das Herzogtum Lothringen entstand aus dem 843 gebildeten Lotharii Regnum (lateinisch für Reich des Lothar, auch Lotharingien). 959 wurde Lotharingien in die Herzogtümer Oberlothringen und Niederlothringen geteilt. Während Niederlothringen zwischen 1210 und 1360 in verschiedene Territorien zerfiel, spaltete sich von Oberlothringen nur das Herzogtum Bar ab. Ein großer Teil Oberlothringens wurde – als Herzogtum Lothringen – Teil des Heiligen Römischen Reichs.
Das Gebiet des Herzogtums Lothringen im Nordosten des heutigen Frankreich entspricht teilweise der ehemaligen Region Lothringen. Die meistverwendete Sprache (und auch Sprache des Herzogs) war Französisch, wobei im nordöstlichen Teil deutsche Mundarten (Lothringisch) gesprochen wurden. Im 16. Jahrhundert verhinderte Herzog Anton der Gute weitgehend die Reformation und die damals lothringischen Gebiete blieben römisch-katholisch. Die Geschichte des Herzogtums endete 1766 mit der Annexion durch Frankreich.

## Geschichte

### Keltische, römische und merowingische Epoche

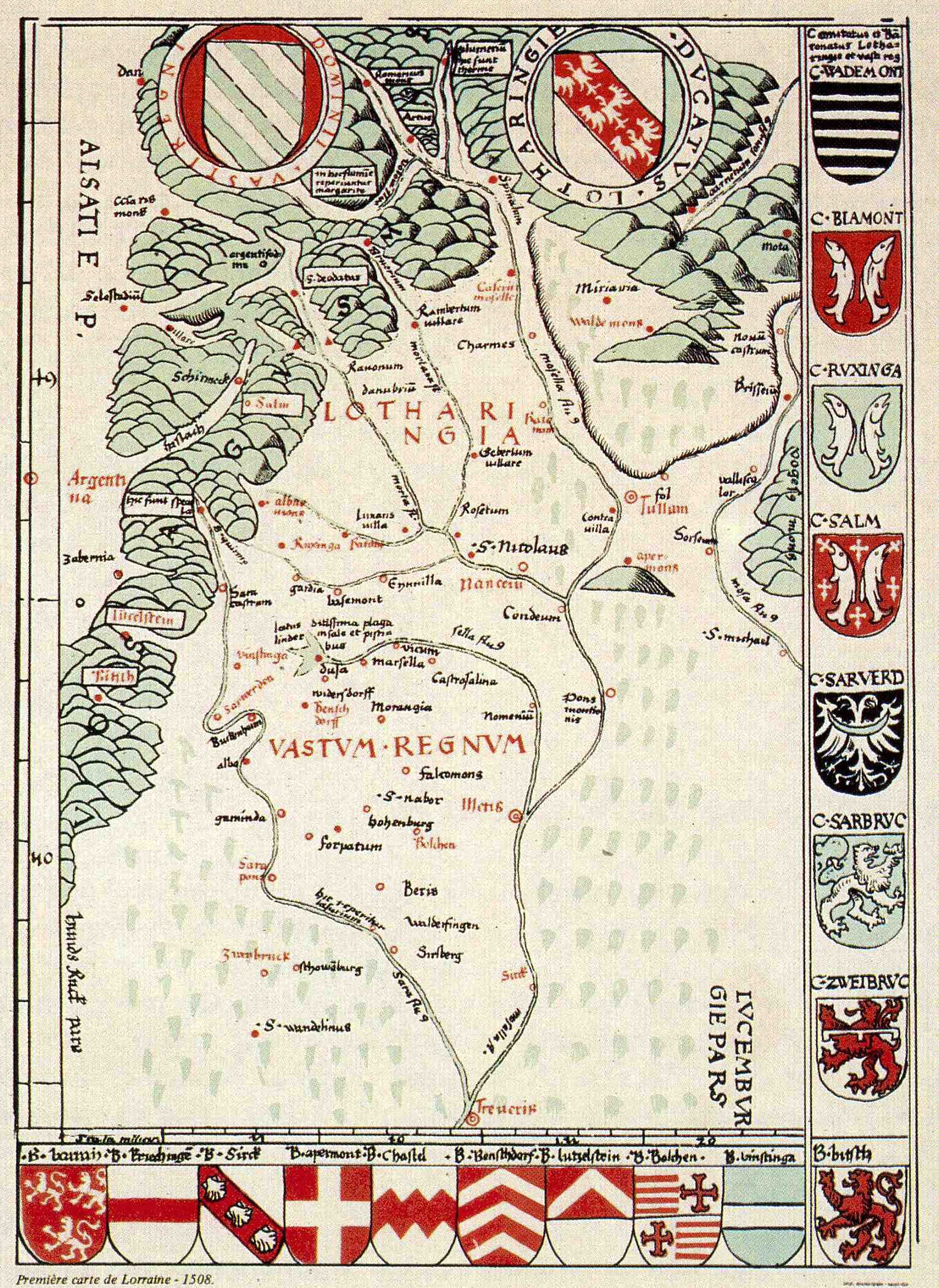
Die älteste bekannte Karte Lothringens (1508, hier Abbildung eines Nachdrucks)

Schon in der Steinzeit sind erste Besiedlungsspuren nachweisbar. In keltischer Zeit wurde das Gebiet von den Stämmen der Treverer und Mediomatriker besiedelt, die nach der römischen Eroberung durch Caesar wie im übrigen Gallien in einer gallo-römischen Mischkultur aufgingen. In römischer Zeit gehörte Lothringen zur Provinz Gallia Belgica. In der fränkischen Landnahme unter den Merowingern gehörte Lothringen zum rheinfränkischen und alemannischen Einflussbereich. Die Grenze zum ursprünglichen Machtbereich Chlodwigs verlief relativ genau in Nord-Süd-Richtung entlang der Maas. Durch die Einigung der Franken unter Chlodwig und die nach seinem Tode einsetzenden Reichsteilungen wurde Metz die Hauptstadt des merowingischen Teilreiches Austrasien („Ostreich“). Erst mit dem Reich Karls des Großen entstand wieder eine Einheit der ost- und der westfränkischen Gebiete und Völker, so dass Lothringen plötzlich in die Mitte des Reiches rückte.

### Entstehung Lotharingiens
Nach dem Tode Kaiser Ludwigs des Frommen im Jahre 840 wurde das Fränkische Reich 843 im Vertrag von Verdun unter seinen Söhnen aufgeteilt. Das Mittelreich fiel zusammen mit der Kaiserwürde an Lothar I. und wurde als Lotharii Regnum, „Reich des Lothar“ bezeichnet. Es erstreckte sich von den „niederen Landen“, den heutigen Niederlanden und Belgien und Luxemburg über Burgund bis zur Kaiserstadt Rom in Italien. Die Söhne Lothars spalteten dessen Reich 855 in der Prümer Teilung erneut auf: Ludwig, der älteste, erhielt die italienischen Gebiete und die Kaiserkrone, Karl, der jüngste, die Provence und Burgund, Lothar II. dagegen den Teil zwischen Maas und Rhein, der Nordseeküste und Besançon. Nach ihm erhielt dieses Gebiet den Namen Lotharingien.

Das karolingische Lotharingien umfasste außer dem heutigen Lothringen noch das Saarland, Luxemburg, Trier und die Gebiete am Unterlauf der Mosel, Wallonien, den Niederrhein mit Aachen, Köln und Duisburg sowie den Süden der Niederlande im Bereich Maastricht, Eindhoven, Breda. Nach dem Tod Lothars II. wurde Lotharingien 870 im Vertrag von Mersen zunächst zwischen dem Ost- und dem Westfrankenreich geteilt. Der östliche Teil mit Utrecht, Köln, Straßburg und der Kaiserstadt Aachen war erheblich reicher als der westliche. Nach dem Tod des ostfränkischen Königs Ludwig des Deutschen im Jahr 876 versuchte daher sein westfränkischer Halbbruder, König Karl der Kahle, auch diese Osthälfte Lotharingiens zu erobern. In der Schlacht bei Andernach unterlag er aber seinem Neffen Ludwig III., einem Sohn Ludwigs des Deutschen.
Karl der Kahle starb 877, zwei Jahre darauf auch sein Sohn Ludwig der Stammler, so dass es Ludwig III. im Vertrag von Ribemont 880 gelang, auch den Westteil Lotharingiens für das Ostfrankenreich zu gewinnen. Zwischen 900 und 911, unter Ludwig dem Kind, zerfiel jedoch dessen Zentralgewalt, so dass es zur Herausbildung von Stammesherzogtümern kam. Zu ihnen gehörte auch Lotharingien, das sich nach dem Aussterben der Karolinger im Ostfrankenreich 911 wieder dem Westfrankenreich anschloss. Nachdem König Heinrich I. die Zentralgewalt im Ostfrankenreich wiederhergestellt hatte, unterwarf sich ihm 925 auch Herzog Giselbert von Lothringen. Heinrich gliederte das Herzogtum Lothringen neben Franken, Schwaben, Sachsen und Bayern als fünftes Stammesherzogtum in das Ostfrankenreich ein und stellte damit die territorialen Verhältnisse des Jahres 880 wieder her. Die Karolinger aus dem Westfrankreich versuchten mehrfach, zuletzt 940, Lothringen zurückzugewinnen, 942 aber musste Ludwig IV. endgültig auf das Herzogtum verzichten. Innerhalb des Stammesherzogtums Lothringen übten die Pfalzgrafen von Lothringen königliche Kontrollfunktionen aus.

Herzogtum Lothringen nach dem Jahr 959 mit Ober- und Niederlothringen

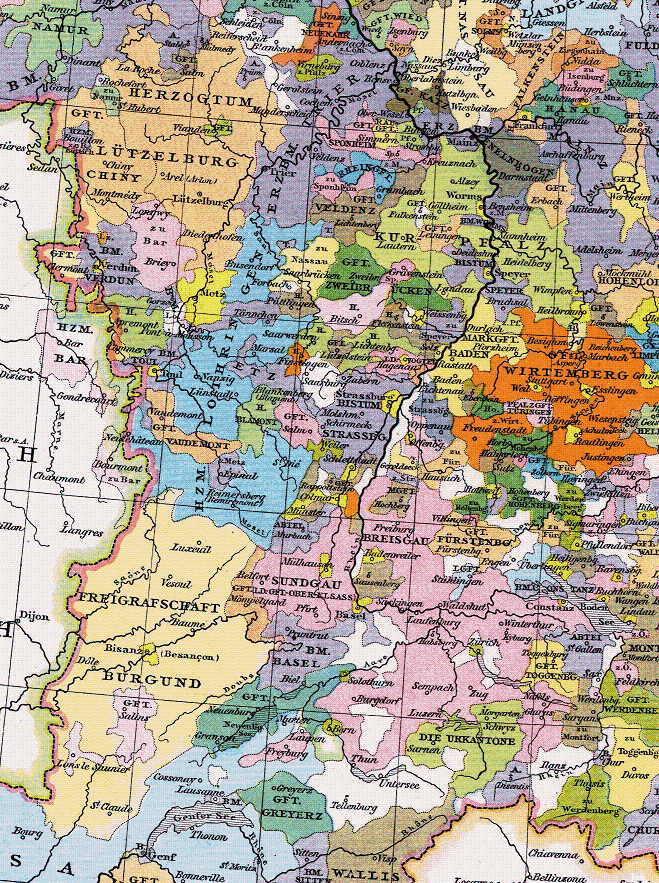
Herzogtum Lothringen um 1400

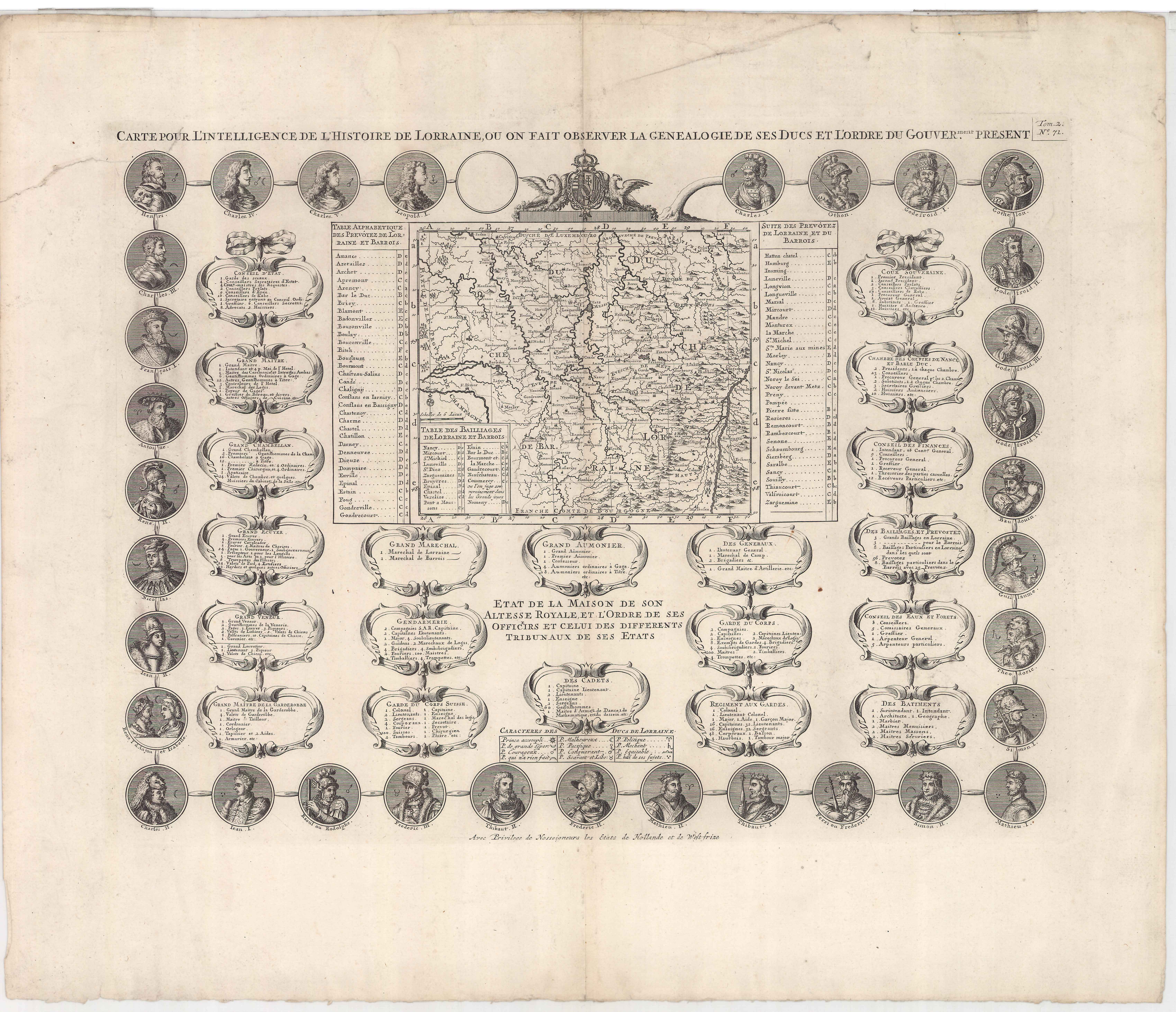
Verwaltungssitze in Lothringen 1705

Herzogtum Lothringen (1756); die Farben und Gemeindegrenzen geben die heutige Verwaltungsgliederung und Zugehörigkeit zu Départements bzw. Bundesländern wieder

### Aufteilung in Ober- und Niederlothringen
959 wurde das Herzogtum in zwei neue aufgeteilt: in das südliche Ober- und das nördliche Niederlothringen. Die Grenze verlief von der Mündung des Vinxtbachs in den Rhein in westlicher Richtung durch die Eifel bis in die Region um Bouillon. Nach dem Tod Ottos des Großen  versuchte König Lothar von Frankreich sich Lothringen anzueignen, und überfiel 978 Otto II. in Aachen. Dieser unternahm 980 einen Vergeltungszug bis kurz vor Paris, woraufhin Frankreich seine Eroberungsversuche vorerst einstellte.  Wahrscheinlich im 12. Jahrhundert wurde der Grenzverlauf zwischen Ober- und Niederlothringen geändert: Luxemburg und die kurtrierischen Gebiete mit Prüm und Koblenz fielen an Niederlothringen. Im Zuge der Entwicklung eigenständiger Territorien innerhalb des Heiligen Römischen Reiches zerfiel Niederlothringen zwischen 1210 und 1360 in die Herzogtümer Luxemburg, Limburg, Jülich und Brabant sowie in zahllose weitere Herrschaften. Von Oberlothringen spaltete sich das Herzogtum Bar ab, ein großer Teil des Landes blieb aber als Herzogtum Lothringen eine politische Einheit. Seine Hauptstadt war Nancy. Metz, Toul und Verdun wurden freie Reichsstädte; die Bischöfe von Metz, Toul und Verdun erwarben ebenfalls kleinere reichsunmittelbare Territorien.

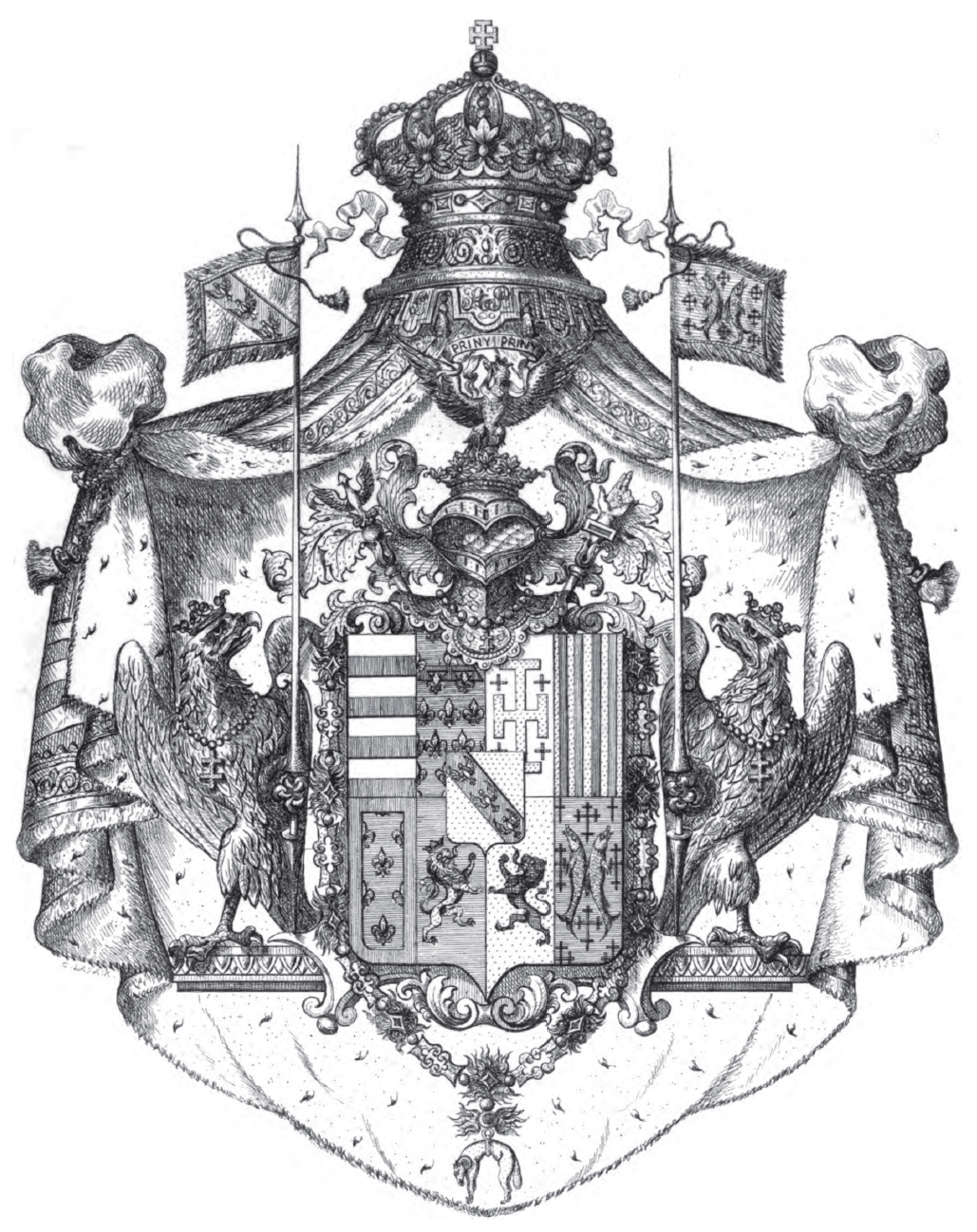
Wappen des Herzogtums (1697)

1380 wurde eine Hälfte des Herzogtums Bar mit dem Herzogtum Lothringen wiedervereinigt. Zwischen 1430 und 1473 erwarben die Herzöge von Burgund den größten Teil Niederlothringens, nämlich die Grafschaft Hennegau, das Herzogtum Brabant, das Herzogtum Limburg, Luxemburg, die Grafschaft Holland, die Provinz Zeeland und das Herzogtum Geldern. Diese bildeten 1477 das burgundische Erbe der Habsburger. Mit dieser Dynastie fielen sie später an Spanien, dann in Teilen auch an die Niederlande. Während sich diese Territorien allmählich dem Römisch-Deutschen Reich entfremdeten, blieb diesem der Rest Niederlothringens – der Niederrhein, Aachen und Kurtrier – erhalten. Der Name Niederlothringen kam jedoch außer Gebrauch, und die Bezeichnung „Herzogtum Lothringen“ beschränkte sich nunmehr auf die oberlothringischen Gebiete. Als Herzog Karl der Kühne von Burgund 1475 auch dieses Herzogtum eroberte, erklärte die Schweizer Eidgenossenschaft ihm den Krieg und besiegte ihn 1477 in der Schlacht bei Nancy. Damit war die Unabhängigkeit Lothringens innerhalb des Reichs wiederhergestellt. Herzog Anton der Gute, der zuvor ein Übergreifen der Reformation auf Lothringen verhindert hatte, lockerte 1542 im Vertrag von Nürnberg die Bindung Lothringens ans Reich.

### Wachsender Einfluss Frankreichs
1552 verkaufte Moritz von Sachsen in einem Komplott gegen den Kaiser Karl V. das Reichsvikariat über die drei Reichsstädte Metz, Toul und Verdun mit einer mehrheitlich französischsprachigen Bevölkerung für 70.000 Goldkronen monatliche Unterstützung an Frankreich: „Es wird auch für gut erachtet, daß die Königl. Majestät zu Frankreich sofort die Städte, so zum Reich von alters her gehört haben und nicht deutscher Sprache sind, als nämlich Cambrai, Toul, Metz und Verdun, ohne Verzug einnehme und die als Vikar des Reiches innehabe und behalte.“ (Vertrag von Chambord). Der französische König Heinrich II. ließ Lothringen besetzen und Christina von Dänemark, eine Nichte Karls V., die für ihren minderjährigen Sohn Karl III. im Sinne der Habsburger regierte, vertreiben. Der Krieg zwischen dem Heiligen Römischen Reich Deutscher Nation und Frankreich um diese drei Städte dauerte bis 1556, als der römisch-deutsche König und spätere Kaiser Ferdinand I. den Krieg einstellte. Die Städte blieben unter französischer Herrschaft, waren aber zunächst weiter de jure (bis zum Westfälischen Frieden 1648) Reichsterritorien. Auch die bischöflichen Territorien (Trois-Évêchés) fielen an Frankreich. Karl III. wurde 1559 mit Claudia von Valois, der Tochter Heinrichs II. verheiratet.
Im Zuge von der späteren Fronde vorausgehenden Adelsintrigen wurde Lothringen im September 1633 auf Geheiß Richelieus besetzt, nachdem der lothringische Herzog Karl IV. wiederholt innere und äußere Gegner Richelieus wie Gaston d’Orléans und die Habsburger unterstützt hatte. Der Unmut des französischen Hofs über die Beharrlichkeit, mit der sich die Lothringer französischen Annexionsversuchen widersetzten, gipfelte 1638 in dem Plan, eine Zwangsumsiedlung der Bevölkerung Lothringens nach Amerika vorzunehmen, ein Vorhaben, das auf Betreiben des protestantischen Marschalls de La Force abgewendet wurde. Während der zweiten Hälfte des Dreißigjährigen Krieges war das Gebiet zwischen Herzog Karl und den Franzosen umkämpft. Im Westfälischen Frieden von 1648 blieb es unberücksichtigt, und erst im Frieden von Vincennes 1661 wurde der Abzug der Franzosen festgelegt. Dabei verblieben strategisch wichtige Orte bei Frankreich, das eine Landverbindung von Verdun und eine von Toul bis ins Elsass erhielt, wodurch Lothringen in drei unverbundene Territorien aufgespalten wurde.
Als Herzog Franz Stephan von Lothringen beabsichtigte, Maria Theresia zu heiraten, die nach dem Willen ihres Vaters Thronerbin von Österreich werden sollte (Pragmatische Sanktion), protestierte Frankreich, das ein Wiedererstarken der Macht Österreichs am Rhein befürchtete. Daraufhin tauschte Franz Stephan sein Land im Vertrag von Wien 1735, der den Polnischen Thronfolgekrieg beendete, gegen das Großherzogtum Toskana. Er heiratete 1737 Maria Theresia und wurde 1745 als Franz I. römisch-deutscher Kaiser. Stanislaus I. Leszczyński, König von Polen-Litauen, erhielt Lothringen auf Lebenszeit zugesprochen; nach seinem Tod am 23. Februar 1766 fiel es vereinbarungsgemäß an Frankreich, damals von Ludwig XV. regiert.
Im Frieden zu Frankfurt (10. Mai 1871) musste Frankreich den Großteil des Départements Moselle und vom  Département Meurthe die Arrondissements Saarburg und Château-Salins an Deutschland abtreten (Fläche von 6223 km² mit 489.000 Einwohnern).
Sie bildeten im Reichsland Elsaß-Lothringen den Bezirk Lothringen, der in acht Kreise aufgeteilt war und bis zum Ende des Ersten Weltkriegs bestand.

## Verweise
- Wappen des Herzogtums Lothringen im Sammelband mehrerer Wappenbücher, Süddeutschland (Augsburg ?) um 1530